# Willy Kessels
Pour les articles homonymes, voir Kessels.
Willy Kessels (1898-1974) est un photographe belge.

## Biographie
Après des études d'architecte, Willy Kessels se tourna vers la photographie en 1930. Il prit des vues de villes (Anvers, Bruxelles), mais c'est surtout en tant que photographe documentaire social qu'il est connu. Il accompagna notamment Henri Storck et Joris Ivens sur le tournage de leur film Misère au Borinage.
Dans les années 1930, son atelier se trouvait à Saint-Gilles (1060 Bruxelles), rue Hennebicq 13.
Kessels fut sensible aux idées du nazisme et on lui reprocha après la guerre sa collaboration avec l'occupant.

## Collections
- Musée de la photographie de Charleroi

## Expositions (hommages)
- 2008-2009, Musée d'Art moderne, Lugano (collective)
- 2008, Kowasa Gallery, Barcelone (collective)
- 2007, Bel Vedere Fotografia, Milan (collective)
- 2005, Musée de la photographie, Anvers

## Expositions personnelles
- 1925, Exposition internationale des Arts décoratifs et industriels modernes, Paris
- 1932 et 1933, Expositions internationales de la photographie et du film au Palais des beaux-arts de Bruxelles